# Olja Lozica
Olja Lozica (Beograd, 15. travnja 1982.), hrvatska dramatičarka i dramaturginja.
Diplomirala je dramaturgiju na Akademiji dramske umjetnosti u Zagrebu 2006. godine. Od tada je vanjski suradnik na odsjeku glume. Kao dramaturginja radila je na produkcijama u kazalištima GDK Gavella, Teatar Exit, ZKM, Gradsko kazalište Trešnja, Teatar &TD, HNK Zagreb, HNK Split. Između ostalih, potpisuje adaptacije ili dramaturgije nekih od najnagrađivanijih predstava hrvatskog kazališta posljednjih desetljeća kao što su: Susjeda (Zorica Radaković, režija: Ivica Boban, ZKM), Nevjesta od vjetra (Slobodan Šnajder, režija: Ivica Boban, HNK Zagreb), To Samo Bog Zna (režija: Saša Anočić, Teatar Exit), Vrata do (po motivima Svjetlana Lacka Vidulića, režija: Rene Medvešek, ZKM), Kako misliš mene nema?, režija: Ivica Boban, Teatar Exit) i mnoge druge...
Kao dramatičarka debitira 2007. predstavom Gdje je nestao Božo B.? u Teatru &TD koju sama i režira. 
Prva je dobitnica nagrade u novoj kategoriji Nagrade hrvatskog glumišta za najbolji praizvedeni suvremeni hrvatski dramski tekst ili najbolju dramatizaciju, adaptaciju, dramaturška obradu teksta ili dramaturgiju predstave koju dobiva za dramatizaciju i adaptaciju proze Ivana Kovačića Smij i suze starega Splita u istoimenoj predstavi redatelja Gorana Golovka i produkciji 56. Splitskog ljeta. 
2010. režira predstavu Reces i ja po vlastitom tekstu u produkciji KUFER-a i Teatra Exit. Predstava je dobila vrlo dobre kritike, a posebnu pažnju javnosti je usmjerila na neke od najboljih mladih hrvatskih glumaca kao što su Igor Kovač, Nika Mišković i Aleksandra Stojaković. Predstava je trijumfirala na 21. Marulićevim danima gdje je osvojila nekoliko nagrada uključujući i onu glavnu za najbolju predstavu u cjelini.
Godine 2012. režira autorski projekt Prasac koji gleda u sunce u Gradskom kazalištu Marina Držića u Dubrovniku za koji dobiva odlične kritike. Odlične kritike dobiva i za svoj sljedeći autorski projekt Sada je, zapravo, sve dobro postavljenom u prestižnom Zagrebačkom kazalištu mladih. Od 2013. godine Olja Lozica sve češće počinje režirati i tekstove drugih autora, a prvi projekt ove nove faze bila je predstava U znaku vage po djelima Ranka Marinkovića u HNK Zagreb.    
Živi i radi u Zagrebu.

## Praizvedbe
- 2007. Gdje je nestao Božo B.?, režija: Olja Lozica, Teatar &TD, Zagreb
- 2007. Libar o' libra Marka Uvodića Splićanina, režija: Goran Golovko, Splitsko ljeto (po motivima Marka Uvodića)
- 2010. Reces i ja, režija: Olja Lozica, KUFER/Teatar Exit
- 2011. Prašnjavko, režija: Marina Petković Liker, GKL Split (po motivima Želimira Hercigonje)
- 2012. Prasac koji gleda u sunce, režija: Olja Lozica, Gradsko kazalište Marina Držića, Dubrovnik
- 2013. Sada je, zapravo, sve dobro, režija: Olja Lozica, ZKM
- 2013. Oluja, režija: Dražen Ferenčina, Gradsko kazalište Marina Držića, Dubrovnik (po motivima Williama Shakespearea)
- 2013. Divan dan, režija: Olja Lozica, Gradsko kazalište Marina Držića, Dubrovnik
- 2014. Darmarzemska, režija: Olja Lozica, GKL Split, Split
- 2014. Gozba, režija: Olja Lozica, HNK Varaždin
- 2015. Vincent, režija: Olja Lozica, HNK Ivana pl. Zajca, Rijeka
- 2015. Prvi put kad sam ti vidjela lice, režija: Olja Lozica, Teatar &TD, Zagreb
- 2016. Moja nuklearna ljubav, režija: Olja Lozica, Teatar Rugantino/Kotor teatar/Akademija dramske umjetnosti, Zagreb
- 2020. Dobro je ništa, režija: Olja Lozica, Teatar &TD, Zagreb
- 2020. Ankina igra (dio omnibusa Monovid-19), režija: Anica Tomić, ZKM

## Nagrade
- 2007. Fabriqué en Croatie (Društvo REZ) za dramu Ogrebotine.
- 2009. Marul (Marulićevi dani) za dramaturšku obradu u predstavi Najbolja juha! Najbolja juha!
- 2010. Umjetnik naroda moga (Splitsko ljeto) za dramatizaciju predstave Smij i suze starega Splita.
- 2010. Nagrada hrvatskog glumišta (HDDU) za dramatizaciju predstave Smij i suze starega Splita.
- 2011. Marul (Marulićevi dani) za režiju predstave Reces i ja.
- 2012. Zlatni smijeh (Dani satire Fadila Hadžića) za odvažno kazališno istraživanje u predstavi Prasac koji gleda u sunce.
- 2012. Nagrada novinara (Dani kazališta Marina Držića) za najbolje umjetničko ostvarenje u sezoni predstavom Prasac koji gleda u sunce.
- 2014. Marul (Marulićevi dani) za režiju predstave Sada je, zapravo, sve dobro.
- 2015. Zlatna Žar ptica (Naj, naj, naj festival) za režiju predstave Darmarzemska.
- 2015. Nagrada ASSITEJ-a (Susret profesionalnih kazališta za djecu i mlade HC Assitej) za dramu Darmarzemska.